# Pヴァイン
株式会社Pヴァイン（かぶしきがいじゃピーヴァイン 英語: P-VINE, Inc.）は、CD・レコード・DVD等の企画制作、音楽出版、WEBメディア運営、雑誌・書籍の出版、中古レコードの売買などを手掛ける日本の企業。

## 概要
日暮泰文が1975年末、インディーズレーベル運営会社ブルース・インターアクションズとして創業。翌1976年から「Pヴァイン」のレーベル名を使用。同社は、音楽出版（音楽著作権の管理・利用開発）、アーティストや作詞・作曲家の発掘・育成・マネジメント、レコード原盤の企画・制作、CM・映画・テレビ番組等の音楽制作、音楽CD・DVD等の発売、レコーディングスタジオ「湾岸音響」の運営、書籍・雑誌の出版などを行っていた。
2006年にSPACE SHOWER TVを運営するスペースシャワーネットワークが資本参加。翌2007年にスペースシャワーネットワークの完全子会社となる。2011年4月、社名を株式会社Pヴァイン（P-VINE, Inc.)に変更し、本社を渋谷区に移転。Pヴァイン（洋楽）以外の事業は株式会社ペトロ・ミュージックに吸収分割させ、ペトロ・ミュージックがブルース・インターアクションズに商号変更したが、同年10月、親会社のスペースシャワーネットワークに全事業を譲渡し、同社ミュージック&パブリッシング事業部門（現・SPACE SHOWER MUSIC、SPACE SHOWER BOOKS）となる。
2012年4月、メディア事業部門（ele-king）発足、WEB及び雑誌メディア『ele-king』の運営・発行と「ele-king books」ブランドでの書籍の編集・発行をスタート。2017年5月、コンビニ＆DELI 「nu-STAND（ニュー・スタンド）」1号店を東京・下北沢にオープン。
2020年2月、水谷聡男によって設立された株式会社ニュースクールがスペースシャワーネットワークから全株式を取得。

## 沿革
- 1975年12月24日 - 有限会社ブルース・インターアクションズ（1991年株式会社に改組）設立。
  - 「ザ・ブルース」（現「ブラック・ミュージック・リヴュー (bmr)」）の商業雑誌化が目的。
- 1976年 - Pヴァイン・レーベル設立。
- 1991年3月28日 - 有限会社ペトロ・ミュージック設立。
  - ロバート・ジョンスンの出版権管理を契機に音楽出版社としてスタート。主にPヴァイン・レコードの音楽出版権管理を中心とした業務を行う。
- 1991年6月20日 - Pヴァイン・レコード株式会社（CD・DVDの配給・販売）設立。
- 2001年8月13日 - 株式会社サブスタンス（邦楽レーベル制作）設立。
- 2003年 - レコーディングスタジオ「湾岸音響」開業（2012年3月閉鎖）。
- 2006年10月26日 - スペースシャワーネットワークと業務・資本提携、同社がブルース・インターアクションズ、Pヴァイン・レコード、ペトロ・ミュージックの株式49%を取得[4]。
- 2007年11月16日 - スペースシャワーネットワークがブルース・インターアクションズ、Pヴァイン・レコード、ペトロ・ミュージックを完全子会社化[5]。
- 2008年1月 - ブルース・インターアクションズがPヴァイン・レコード、サブスタンスを合併[2]。
- 2011年4月1日 - ブルース・インターアクションズは、音楽事業の一部と書籍・雑誌出版事業を吸収分割によりペトロ・ミュージックに移管。従来のブルース・インターアクションズは株式会社Pヴァインに、ペトロ・ミュージックは株式会社ブルース・インターアクションズへと商号変更[6][2]。
- 2011年10月1日 - 株式会社ブルース・インターアクションズはスペースシャワーネットワークに全事業を譲渡し会社解散[7]。
- 2011年 - 株式会社Pヴァインとして東京・渋谷の新オフィスへ移転。
- 2012年4月 - メディア事業部として、WEB及び紙メディア『ele-king』の運営・発行、「ele-king books」として書籍の編集・発行をスタート
- 2017年5月 - コンビニ＆DELI 「nu-STAND（ニュー・スタンド）」を東京・下北沢にオープン。
- 2020年2月 - 水谷聡男によって設立された株式会社ニュースクールがスペースシャワーネットワークから全株式を取得[1]。
- 2020年11月 - 前年に死去した河村要助の原画等の約3000点に及ぶ作品を取得し、管理・運営を開始[8]。
- 2021年7月 - アナログ・レコードにまつわる新しい試みを中心としたプロジェクト「VINYL GOES AROUND」を開始[9]。
- 2023年1月 - アメリカ合衆国のアーティスト、WELDON IRVINE（ウェルドン・アーヴィン）の作品のうち、彼が設立したNodlew Musicの作品を中心に、関連作品や未発表作品も含め、遺族が権利を所有していた全楽曲の原盤権、並びに彼の全ての著作権を、全世界を対象地域として取得[10]。
- 2024年3月 - アナログプレス工場「VINYL GOES AROUND PRESSING」竣工
- 2024年12月 - レコードコレクションを、デジタルで管理・共有、売買できる新しいスマートフォン向けアプリ「VINYLVERSE」と、ブロックチェーン技術を活用した次世代のレコード「PHYGITAL VINYL」を開発・サービス提供開始。

## 出版
『ele-king』誌の発行と、同誌編集の書籍「ele-king books」の発行を行っている（販売は日販アイ・ピー・エス）。かつては雑誌『ブラック・ミュージック・リヴュー』・『ブルース&ソウル・レコーズ』の発行、「P-VINE BOOKS」として音楽・文芸・カルチャーを扱う書籍の発行を行っていたが、雑誌は2011年、「P-VINE BOOKS」は「SPACE SHOWER BOOKS」として2013年4月以降はスペースシャワーネットワークに移行。

### ブルース・インターアクションズ時代の発行雑誌
- FADER JAPAN - ニューヨークの「FADER」誌日本版。クラブシーンの音楽、ファッション、カルチャーを紹介。隔月刊。現在は廃刊。
- ポップアジア（アジアンポップス）
- ロック画報（日本のロック、2006年9月まで）
- クッキーシーン（主にロック全般、2009年12月まで）

## 音楽レーベル
- Pヴァイン・レコード
- Felicity

## 主なアーティスト（洋楽）
- スティーヴィー・ホアン
- Jim O'Rourke
- JOHN BUTLER TRIO
- ALVVAYS
- VULFPECK
- PARLIAMENT
- MAIN SOURCE
- MESHELL NDEGEOCELLO
- KING
- MICHAEL FRANKS
- B.B.KING
- HOLGER CZUKAY

## 主なアーティスト（邦楽）
- 民謡クルセイダーズ
- 山本精一
- 少年ナイフ
- 柴田聡子
- 寺尾紗穂
- MOJO CLUB
- 二階堂和美
- ISSUGI
- 仙人掌
- Gottz
- KOJOE
- ブルース・ザ・ブッチャー
- For Tracy Hyde
- IO